# Parasosibia incerta
Parasosibia incerta är en insektsart som beskrevs av Ludwig Redtenbacher 1908. Parasosibia incerta ingår i släktet Parasosibia och familjen Diapheromeridae. Inga underarter finns listade i Catalogue of Life.